# ترانه‌شناسی اکسو
ترانه‌شناسی گروه پسرانهٔ کره‌ای-چینی اکسو شامل هفت آلبوم استودیویی (که پنج تای آنها تحت عنوان دیگر ری‌پکیج شد)، هفت آلبوم چندآهنگه، چهار آلبوم زنده و بیست و هشت تک‌آهنگ است. اکسو توسط کمپانی سرگرمی کره‌ای اس‌ام انترتینمنت در سال ۲۰۱۱ با دوازده عضو شکل گرفت که به دو زیر گروه اکسو-کی و اکسو-ام تقسیم می‌شدند و همزمان ترانه‌ای را هم به زبان چینی و هم کره‌ای به ترتیب در کره جنوبی و چین منتشر می‌کنند.

## آلبوم‌ها

### آلبوم‌های استودیویی
| عنوان                                                               | جزئیات                                                                                | بالاترین موقعیت | بالاترین موقعیت | بالاترین موقعیت | بالاترین موقعیت | بالاترین موقعیت | بالاترین موقعیت | بالاترین موقعیت | بالاترین موقعیت | بالاترین موقعیت | فروش                                                              | گواهی‌نامه‌ها           |              |
| عنوان                                                               | جزئیات                                                                                | KOR             | AUS             | BEL (FL)        | CAN             | FRA             | JPN             | UK Down.        | US              | US World        | فروش                                                              | گواهی‌نامه‌ها           |              |
| کره‌ای / چینی                                                        | کره‌ای / چینی                                                                          | کره‌ای / چینی    | کره‌ای / چینی    | کره‌ای / چینی    | کره‌ای / چینی    | کره‌ای / چینی    | کره‌ای / چینی    | کره‌ای / چینی    | کره‌ای / چینی    | کره‌ای / چینی    | کره‌ای / چینی                                                      | کره‌ای / چینی          | کره‌ای / چینی |
| ------------------------------------------------------------------- | ------------------------------------------------------------------------------------- | --------------- | --------------- | --------------- | --------------- | --------------- | --------------- | --------------- | --------------- | --------------- | ----------------------------------------------------------------- | --------------------- | ------------ |
| اکس‌اواکس‌او                                                          | - انتشار: ۳ ژوئن ۲۰۱۳ - ناشر: اس‌ام انترتینمنت - قالب: سی‌دی، دانلود دیجیتال، استریم    | ۱ (KR) ۲ (CN)   | —               | —               | —               | —               | ۹ (KR) ۱۸ (CN)  | —               | —               | ۱               | - KOR: 579,874 - JPN: 148,000 - US: 6,000                         | —                     |              |
| اکسوداس                                                             | - انتشار: ۳۰ مارس ۲۰۱۵ - ناشر: اس‌ام انترتینمنت - قالب: سی‌دی، دانلود دیجیتال، استریم   | ۱ (KR) ۲ (CN)   | —               | —               | —               | —               | ۴ (KR) ۷ (CN)   | —               | ۹۵              | ۱               | - KOR: 808,358 - JPN: 83,226 - US: 15,000                         | —                     |              |
| اگزکت                                                               | - انتشار: ۹ ژوئن ۲۰۱۶ - اس‌ام انترتینمنت - قالب: سی‌دی، دانلود دیجیتال، استریم          | ۱ (KR) ۲ (CN)   | —               | —               | —               | —               | ۵ (KR) ۱۶ (CN)  | —               | —               | ۲               | - KOR: 836,116 - JPN: 61,918                                      | —                     |              |
| جنگ                                                                 | - انتشار: ۱۹ ژوئیه ۲۰۱۷ - ناشر: اس‌ام انترتینمنت - قالب: سی‌دی، دانلود دیجیتال، استریم  | ۱ (KR) ۲ (CN)   | —               | ۹۲              | ۷۶              | —               | ۷ (KR) ۳۵ (CN)  | ۲۷              | ۸۷              | ۱               | - KOR: 1,132,625 - JPN: 51,285 - US: 11,000 - CHN: 868,000 (dig.) | —                     |              |
| ریتمم را بهم نزن                                                    | - انتشار: ۲ نوامبر ۲۰۱۸ - اس‌ام انترتینمنت - قالب: سی‌دی، دانلود دیجیتال، استریم        | ۱               | ۶۷              | ۸۴              | ۷۴              | ۱۹۱             | ۳               | ۱۹              | ۲۳              | ۱               | - KOR: 1,452,030 - JPN: 67,889 - US: 50,000 - CHN: 785,000 (dig.) | - کی‌ام‌سی‌ای: میلیون    |              |
| وسواس                                                               | - انتشار: ۲۷ نوامبر ۲۰۱۹ - ناشر: اس‌ام انترتینمنت - قالب: سی‌دی، دانلود دیجیتال، استریم | ۱               | —               | ۱۲۴             | —               | —               | ۱۶              | ۳۷              | ۱۸۲             | ۱               | - KOR: 843,305 - JPN: 24,275 - US: 25,000 - CHN: 353,000 (dig.)   | - کی‌ام‌سی‌ای: ۳× پلاتین |              |
| ژاپنی                                                               |                                                                                       |                 |                 |                 |                 |                 |                 |                 |                 |                 |                                                                   |                       |              |
| شمارش معکوس                                                         | - انتشار: ۳۱ ژانویه ۲۰۱۸ - ناشر: اوکس تی‌رکس - قالب: سی‌دی، دانلود دیجیتال، استریم      | —               | —               | —               | —               | —               | ۱               | —               | —               | ۴               | - JPN: 123,912                                                    | - آرآی‌ای‌جی: طلا       |              |
| «—» بیانگر انتشاری است که در قلمروی آن جدول نبوده یا منتشر نشده‌است. |                                                                                       |                 |                 |                 |                 |                 |                 |                 |                 |                 |                                                                   |                       |              |

### ری‌پکیج‌ها
| غرش                                                                 | - انتشار:: ۵ اوت ۲۰۱۳ - ناشر: اس‌ام انترتینمنت - قالب: سی‌دی، دانلود دیجیتال، استریم              | ۱ (KR) ۲ (CN) | —  | —  | - KOR: 763,660                         | —                     |
| عاشقم باش                                                           | - انتشار: ۳ ژوئن ۲۰۱۵ - ناشر: اس‌ام انترتینمنت - قالب: سی‌دی، دانلود دیجیتال، استریم              | ۱ (KR) ۲ (CN) | —  | ۲  | - KOR: 529,796                         | —                     |
| لوتو                                                                | - انتشار:: ۱۸ اوت ۲۰۱۶ - ناشر: اس‌ام انترتینمنت - قالب: سی‌دی، دانلود دیجیتال، استریم             | ۱ (KR) ۲ (CN) | —  | ۱۰ | - KOR: 410,036                         | —                     |
| جنگ: قدرت موسیقی                                                    | - انتشار: ۵ سپتامبر ۲۰۱۷ - ناشر: بیگ هیت، لئون، پونی کنیون - قالب: سی‌دی، دانلود دیجیتال، استریم | ۱ (KR) ۲ (CN) | ۳۶ | —  | - KOR: 543,461                         | —                     |
| لاو شات                                                             | - انتشار: ۱۳ دسامبر ۲۰۱۸ - ناشر: اس‌ام انترتینمنت - قالب: سی‌دی، دانلود دیجیتال، استریم           | ۱             | ۳۰ | ۸  | - KOR: 530,165 - CHN: 1,015,000 (dig.) | - کی‌ام‌سی‌ای: ۲× پلاتین |
| «—» بیانگر انتشاری است که در قلمروی آن جدول نبوده یا منتشر نشده‌است. |                                                                                                 |               |    |    |                                        |                       |

### آلبوم‌های زنده
| عنوان                          | جزئیات                                                                                | بالاترین موقعیت جدول | بالاترین موقعیت جدول | فروش                        |
| عنوان                          | جزئیات                                                                                | KOR                  | JPN                  | فروش                        |
| ------------------------------ | ------------------------------------------------------------------------------------- | -------------------- | -------------------- | --------------------------- |
| اکسولوژی بخش ۱: سیاره گمشده    | - انتشار: ۲۲ دسامبر ۲۰۱۴ - ناشر: اس‌ام انترتینمنت - قالب: سی‌دی، دانلود دیجیتال، استریم | ۱                    | ۲۲                   | - KOR: 80,000 - JPN: 10,568 |
| سیاره اکسو ۳ – اکسوردیوم [دات] | - انتشار: ۲۵ اکتبر ۲۰۱۷ - ناشر: اس‌ام انترتینمنت - قالب: سی‌دی، دانلود دیجیتال، استریم  | —                    | —                    | - CHN: 13,024 (dig.)        |
| سیاره اکسو ۴ – الیشن [دات]     | - انتشار: ۳۰ ژانویه ۲۰۱۹ - ناشر: اس‌ام انترتینمنت - قالب: سی‌دی، دانلود دیجیتال، استریم | —                    | ۹۰                   | - JPN: 655                  |
| سیاره اکسو ۵ – اکسپلوریشن      | - انتشار: ۲۱ آوریل ۲۰۲۰ - ناشر: اس‌ام انترتینمنت - قالب: سی‌دی، دانلود دیجیتال، استریم  | —                    | —                    | - CHN: 17,742 (dig.)        |

## آلبوم‌های چندآهنگه
| عنوان                                                               | جزئیات                                                                                   | بالاترین موقعیت جدول | بالاترین موقعیت جدول | بالاترین موقعیت جدول | بالاترین موقعیت جدول | بالاترین موقعیت جدول | فروش                                          | گواهی‌نامه‌ها        |
| عنوان                                                               | جزئیات                                                                                   | KOR                  | JPN                  | US                   | US Heat.             | US World             | فروش                                          | گواهی‌نامه‌ها        |
| ------------------------------------------------------------------- | ---------------------------------------------------------------------------------------- | -------------------- | -------------------- | -------------------- | -------------------- | -------------------- | --------------------------------------------- | ------------------ |
| ماما (اکسو-کی و اکسو-ام)                                            | - انتشار: ۹ آوریل ۲۰۱۲ - ناشر: اس‌ام انترتینمنت - قالب: سی‌دی، دانلود دیجیتال، استریم      | ۱ (K) ۴ (M)          | ۳۳ (K) ۶۳ (M)        | —                    | —                    | ۸ (K) ۱۲ (M)         | - KOR: 548,567 - JPN: 61,046                  | —                  |
| معجزه در دسامبر                                                     | - انتشار: ۹ دسامبر ۲۰۱۳ - ناشر: اس‌ام انترتینمنت - قالب: سی‌دی، دانلود دیجیتال، استریم     | ۱ (KR) ۲ (CN)        | ۷ (KR) ۲۰ (CN)       | —                    | ۳۵                   | ۱                    | - KOR: 584,556 - JPN: 41,327                  | —                  |
| اوردوز (اکسو-کی و اکسو-ام)                                          | - انتشار: ۷ مه ۲۰۱۴ - ناشر: اس‌ام انترتینمنت - قالب: سی‌دی، دانلود دیجیتال، استریم         | ۱ (K) ۲ (M)          | ۳ (K) ۵ (M)          | ۱۲۹ (K)              | ۱ (K) ۸ (M)          | ۲ (K) ۵ (M)          | - KOR: 717,318 - JPN: 55,782 - US: 3,000      | —                  |
| برای تو می‌خوانم                                                     | - انتشار: ۱۰ دسامبر ۲۰۱۵ - ناشر: اس‌ام انترتینمنت - قالب: سی‌دی، دانلود دیجیتال، استریم    | ۱ (KR) ۲ (CN)        | ۶ (KR) ۱۲ (CN)       | —                    | —                    | ۶                    | - KOR: 553,627 - JPN: 34,736                  | —                  |
| برای زندگی                                                          | - انتشار: ۱۹ دسامبر ۲۰۱۶ - ناشر: اس‌ام انترتینمنت - قالب: سی‌دی، دانلود دیجیتال، استریم    | ۱                    | ۷                    | —                    | —                    | ۹                    | - KOR: 445,512 - JPN: 23,838 - CHN: 272,321   | —                  |
| جهان                                                                | - انتشار: ۲۶ دسامبر ۲۰۱۷ - ناشر: اس‌ام انترتینمنت - قالب: سی‌دی، دانلود دیجیتال، استریم    | ۱                    | ۸                    | —                    | —                    | ۲                    | - KOR: 569,272 - JPN: 22,594 - CHN: 212,511   | —                  |
| با احساست نجنگ                                                      | - انتشار: ۷ ژوئن ۲۰۲۱ - ناشر: اس‌ام انترتینمنت - قالب: سی‌دی، ال‌پی، دانلود دیجیتال، استریم | ۱                    | ۳                    | —                    | —                    | ۸                    | - KOR: 1,335,595 - CHN: 496,000 - JPN: 49,184 | - کی‌ام‌سی‌ای: میلیون |
| «—» بیانگر انتشاری است که در قلمروی آن جدول نبوده یا منتشر نشده‌است. |                                                                                          |                      |                      |                      |                      |                      |                                               |                    |

## توضیحات
1. ↑  In April 2018, Gaon Chart introduced music recording certifications for albums, downloads and streamings.
2. ↑  The War did not enter the Top Albums Chart, but peaked at number 24 on the component Digital chart.[۱۸]
3. ↑  Obsession did not enter the ARIA Albums Chart, but peaked at number 22 on the ARIA Digital Album Chart.[۲۹]
4. ↑  Countdown did not enter the Top Albums Chart, but peaked at number 126 on the component Digital chart.[۳۴]
5. ↑  In April 2018, Gaon Chart introduced music recording certifications for albums, downloads and streamings.